# Guido Accornero
Guido Accornero (Torino, 5 agosto 1931) è un imprenditore italiano, noto soprattutto per essere il fondatore del Salone internazionale del libro.

## Biografia
Laureato in economia e commercio all'Università di Torino, è stato presidente del gruppo industriale Fornara, fallito nel 1994, che si occupava di materiali plastici, sistemi informativi, automazione e ingegneria elettromeccanica.
È stato anche presidente della CEAT (pneumatici), vicepresidente della Castor Elettrodomestici e della casa editrice Einaudi, consigliere di amministrazione di Sirti (telecomunicazioni), Autostrada Torino-Milano, Italia Oggi e Funivie di Courmayeur.
Guido Accornero è stato anche vicepresidente della casa editrice Einaudi. Nel 1988 ideò, con il sostegno del libraio Angelo Pezzana, il Salone del libro di Torino, che portò al successo e presiedette fino al 1997. L'obiettivo del Salone era la promozione della lettura ma anche favorire l'incontro tra addetti ai lavori e grande pubblico, tra autori e lettori. L'edizione di esordio ospitò il premio Nobel Iosif Brodskij. Nel 1997 uscì dallo staff per contrasti con gli organizzatori che l'anno successivo, non disponendo del marchio, dovettero ribattezzare la manifestazione "Fiera del libro".
Nel maggio 2006 è stato direttore artistico di Vercelli Book Days, il ciclo di manifestazioni svoltesi a Vercelli in occasione di Torino capitale mondiale del libro per celebrare il manoscritto medievale noto nel mondo anglosassone come "Vercelli Book".

## Procedimenti giudiziari
Nel 2006 è stato definitivamente prosciolto dalle accuse legate alla gestione dell'Eumit, la società subalpina d'import-export con i Paesi dell'Est finita sotto inchiesta ai tempi di Tangentopoli.
Nel 2009, sedici anni dopo l'inizio dell'inchiesta che ha travolto lui e altre 131 persone, il procedimento penale per le traversie finanziarie del gruppo Fornara, Accornero viene processato. I coimputati di allora sono usciti tutti di scena per una raffica di archiviazioni, sono stati prosciolti o hanno patteggiato. È rimasto appena lui, chiamato a rispondere di bancarotta per distrazione.
Il legale che lo difende, Lorenzo Imperato, sostiene: «L'istruttoria è stata complessa, lunga. Ci sono state consulenze particolarmente complicate». Accornero, aggiunge l'avvocato, «ha scelto di andare a dibattimento, coraggiosamente, perché vuole provare la propria estraneità ai fatti contestati».